# Saki Hiwatari
Saki Hiwatari (日渡 早紀, Hiwatari Saki, né le 5 juillet 1961 dans la préfecture de Kanagawa) est une dessinatrice japonaise de manga.

## Biographie
Elle explique son désir de devenir mangaka par la phrase d'Albert Einstein, qui dit qu'un physicien peut, simplement avec du papier et un crayon, envoyer une fusée dans l'espace. Un mangaka peut, de même faire rêver simplement avec du papier et un crayon.
Elle commença sa carrière à 19 ans en écrivant/dessinant pour le magazine de prépublication Hana to yume (Des rêves et des fleurs), « Mahou Tsukai wa Shitteiru » (Je connais un magicien). Ce fut immédiatement un succès.
Son œuvre principale est Please save my earth et les thèmes abordés dans ses travaux sont essentiellement l'écologisme, la réincarnation et le fantastique.

## Œuvres
- Akuma-kun ni Onegai (1983)
- Hoshi ha, Subaru (1984)
- Akuma-kun boku wa tenshi ni naritai (1984)
- Akuma-kun Black Minion (1985)
- Akuma-kun Magic Bitter (1985)
- Please save my earth (Boku no Chikyuu) (1987) : 21 volumes aux éditions Tonkam, adaptés en 6 OAV, un film, un anime comics et un Artbook
- Mirai no utena - la mélodie du futur (1995) : 11 volumes
- Magie intérieure ! (Cosmo na bokura - 宇宙なボクら) (2000) : 4 volumes aux éditions Delcourt/Akata
- Le Jeu du hasard (偶然が残すも) (2001) : 1 volume de 3 nouvelles aux éditions Tonkam
- Global Garden (2002) : 8 volumes aux éditions Delcourt
- Embraced by the moonlight - Réincarnations II (ボクを包む月の光　－ぼく地球(タマ)　次世代編) (2005) : suite de Please save my earth